# Церковь Иверской иконы Божией Матери (Тула)
Церковь Иверской иконы Божией Матери — недействующий православный храм в Туле.

## История
Иверская церковь на площади Курского (ныне Московского) вокзала в документах начала XX века именуется «церковь-школа». Церковь возвели на участке земли, отведенном военному ведомству под продовольственный пункт, для удовлетворения религиозно-нравственных потребностей служащих, рабочих и семей их, живущих при железнодорожной станции. Церковь была освящена во имя Иверской иконы Божией Матери 14 ноября 1903 года. Однопрестольный храм находился в одном здании с двухклассной школой Министерства народного просвещения.
Здание храма (как и школы) каменное, формою в виде корабля, с одним куполом и с крестом наверху. В нижних окнах были вставлены железные решетки. Главный вход в храм был с северной стороны. Над этим входом устроена небольшая каменная колокольня, на которой повешены три небольших колокола. Кроме главного входа, храм с западной стороны посредством широкой арки со створчатыми дверями, соединён со школою, и с южной стороны имеется выход наружу из алтаря. В храме устроены хоры с трех сторон: западной, южной и северной.

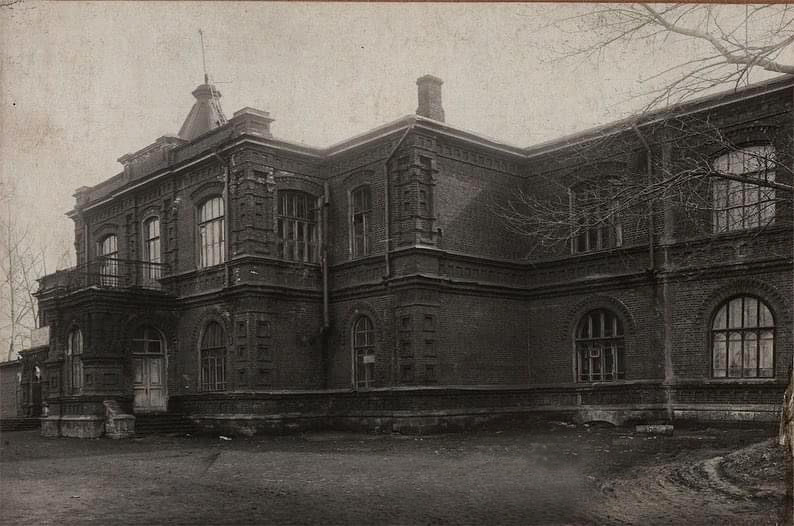
Храм в начале XX века

В алтаре имелись дубовые престол и жертвенник. На восточной стене алтаря, над горним местом, было помещено большое изображение Воскресения Христова. За жертвенником на стене находилось изображение «Моление о чаше». Над царскими вратами со стороны алтаря размещалась Иверская икона Богородицы в ризе. По бокам алтаря, с северной стороны находится помещение для ризницы, с южной — для умывания.
Предалтарный иконостас был сделан из серого мрамора, с темно-зелеными мраморными колонками. В нём трое дверей. Царские врата были вылиты из чугуна и высеребрены. В верхней их части была вставлена икона Благовещения, писанная на толстом стекле: на одной половине врат была Пресвятая Богородица и на другой — Архангел Гавриил. Внизу царских врат были две иконы с четырьмя Евангелистами, по два на каждой иконе, тоже на стекле. На южной боковой двери было изображение св. архидиакона Лаврентия; на северной — св. архидиакона Стефана. Направо от царских врат размещалась икона Спасителя с большим крестом в левой руке; налево — икона Божией Матери «Небозрительницы». Над царскими вратами в иконостасе имелось изображение «Тайной вечери», и в ряд с ним, по ту и другую стороны, четырнадцать небольших икон: мученицы Александры, великомученицы Варвары и Двунадесятые праздники. Над иконостасом на стене размещался образ Господа Саваофа. Все иконы были без риз, художественной работы.
13 октября 1913 года при храме был освещён придел. Иконостас в приделе был деревянный, двухъярусный, окрашенный краской под мрамор.
Церковь закрыли в 1923 году, её здание передали в ведение Тульского губернского отдела народного образования для использования под железнодорожную школу. В 1925 году в здании бывшей Иверской церкви размещался клуб железнодорожников имени В. И. Ленина. В 1930 году здание передали дому пионеров. В 1970-80-е годы в здании располагалось СПТУ № 11. Сегодня в зданиях бывшей церкви и бывшей школы размещается учебный корпус № 1 «Центра дополнительного образования детей».

## Источник
- Лозинский Р. Р. «Страницы минувшего».